# Il santone
Il santone (Mahapurush) è un film del 1965 diretto da Satyajit Ray.
Al centro della vicenda, basata sul racconto breve Birinchibaba (বিরিঞ্চি বাবা) di Rajshekhar Basu, c'è la figura di un ciarlatano che specula sulle debolezze umane millantando proprietà esoteriche.

## Trama
Un santone indiano sale su un treno lasciando dietro di sé una folla adorante. Sul convoglio incontra un avvocato, da poco vedovo, con sua figlia. Birinchi Baba capisce che l'uomo sta vivendo una crisi esistenziale ed esercita con successo tutto il suo abile repertorio per irretirlo.
Buchki, la figlia dell'avvocato, guarda con scetticismo al santone ma, giunta in città, per una schermaglia amorosa con il suo spasimante Satya, finge di essere anche lei una nuova adepta del santone, come suo padre.
Satya, disorientato e preoccupato, chiede aiuto a dei suoi amici, in particolare a Nibaran, persona matura e riflessiva. Questi conosce bene il cognato di Buchki, uno scienziato, che ha avuto modo di osservare già il santone.
Ammesso che tra i tanti santoni in circolazione ve ne sia qualcuno affidabile e sincero, questo non è sicuramente il caso di Birinchi Baba. La sua età indefinita, i millantati rapporti con Platone, Gesù, Buddha e la teoria della relatività suggerita ad Einstein sono prove lampanti della cialtroneria del soggetto.
Nibaran allora escogita un piano per smascherare il "santone" e liberare i sempre più numerosi adepti dal suo giogo psicologico ed economico. Simulando un incendio durante una riunione, Birinchi Baba e il suo aiutante si danno impauriti alla fuga perdendo in un attimo l'aura di santità abilmente acquisita. Satya riconquista così la ragazza che forse non aveva mai perso, mentre i due impostori riprenderanno sicuramente la loro attività ma molto lontano da lì.